# Trmice
Trmice (tyska: Türmitz) är en stad i Tjeckien. Den ligger i regionen Ústí nad Labem, i den nordvästra delen av landet, 70 km norr om huvudstaden Prag. Trmice ligger 150 meter över havet och antalet invånare är 3 288 (2016).
Terrängen runt Trmice är huvudsakligen kuperad, men västerut är den platt. Trmice ligger nere i en dal. Runt Trmice är det ganska tätbefolkat, med 78 invånare per kvadratkilometer. Närmaste större samhälle är Ústí nad Labem, 3,3 km nordost om Trmice. I omgivningarna runt Trmice växer i huvudsak blandskog.